# Depósito de presión

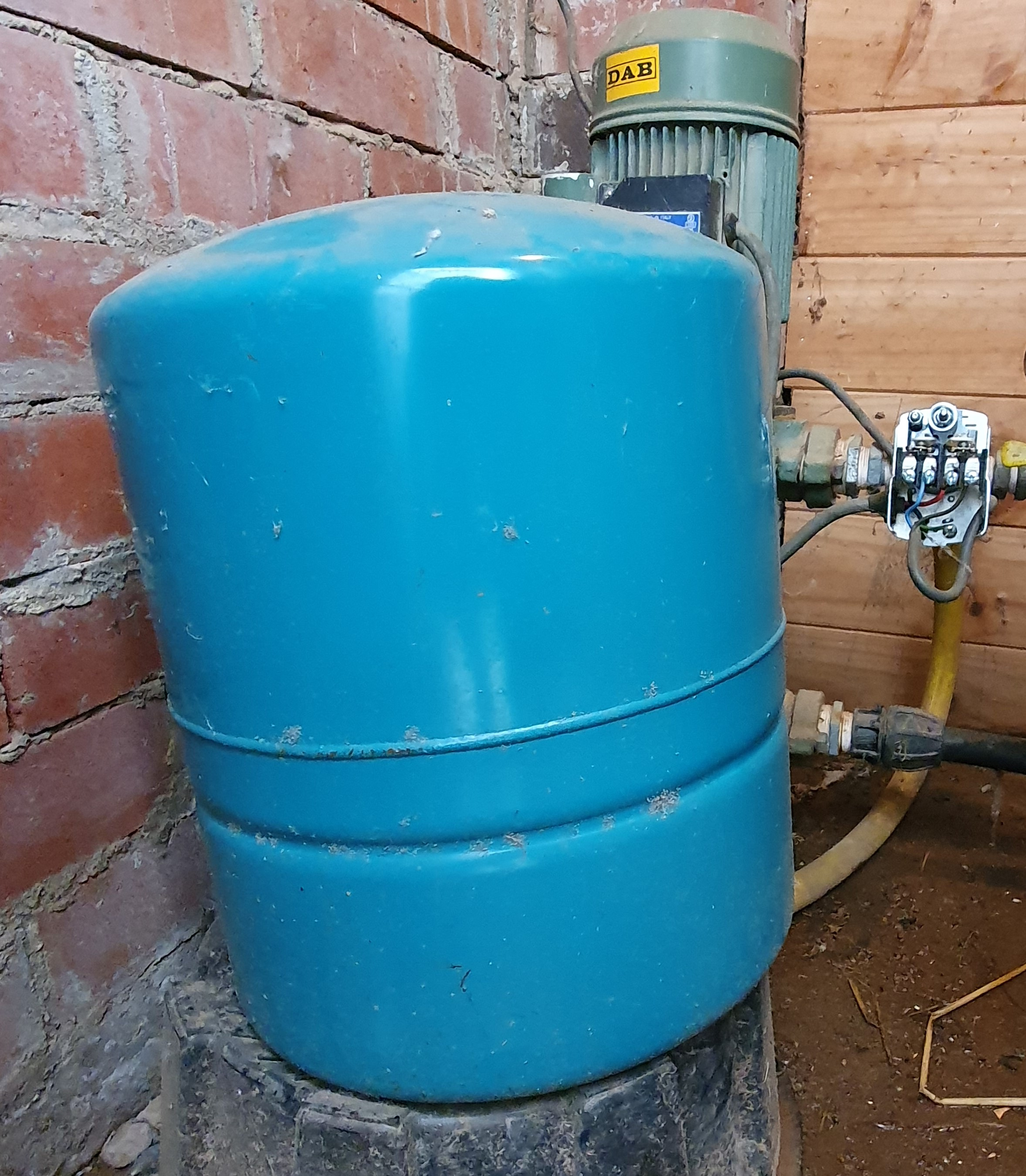
Un depósito de presión tipo diafragma en un sistema de agua potable doméstica, con la bomba y el presostato cuadrado D al fondo

Un depósito de presión o presurizador se utiliza para mantener la presión deseada en un sistema de tuberías de agua. Entre las principales aplicaciones se encuentra la regulación de la presión en circuitos de agua potable en los hogares o en los barcos, caravanas, etc.

## Un sencillo sistema de control de agua de pozo

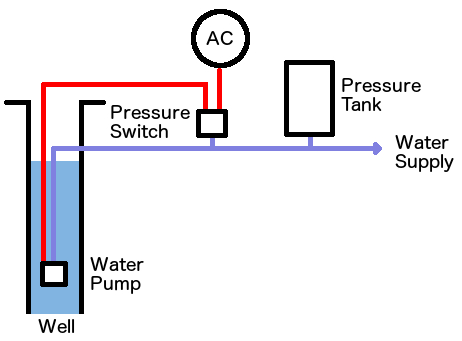
Un sistema de control sencillo para un pozo de agua

En la figura de la izquierda, hay una bomba de agua sumergible instalada en un pozo . El presostato pone en marcha la bomba de agua cuando detecta una presión inferior a P lo y la apaga cuando detecta una presión superior a P hi . Mientras la bomba está puesta en marcha, el depósito de presión se llena. Cuando se desconecta la bomba, el depósito de presión suministra agua en el rango de presión especificado hasta que se agota para evitar "ciclos cortos", en los que la bomba intenta establecer la presión adecuada haciendo un ciclo rápido entre Plo y Phi..
Un depósito de presión simple sería sólo un depósito con agua con un espacio de aire por encima del nivel del agua que se comprimiría a medida que entrara más agua en el depósito. Los sistemas modernos aíslan el agua del aire a presión mediante un diafragma o vejiga de goma o plástico flexible, porque, de no existir, el aire se podría mezclar con el agua y al gastarla se iría eliminando hasta quedar el depósito sin aire presurizado y habría que drenarlo para restablecer el correcto funcionamiento. El diafragma llega a ejercer una determinada presión sobre el agua empujándola hacia la tubería.

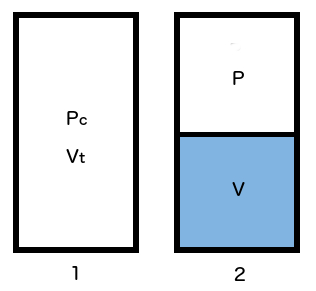
La fig.1 muestra un depósito vacío una presión de carga P_{c} (manómetro). El volumen total del depósito es _{Vt}. La fig 2 muestra un depósito en uso, con la presión del aire a una presión P (manómetro) y un volumen de agua V

En referencia al diagrama de la derecha, un depósito de presión generalmente se presuriza cuando está vacío con una "presión de carga" P c, normalmente a unos 2 psi por debajo de la presión de disparo del presostato P lo (fig. 1). El volumen total del depósito es Vt . Cuando está en uso, el aire del depósito se comprimirá a la presión P y habrá un volumen V de agua en el depósito (fig. 2). En las fórmulas siguientes, todas las presiones son presiones manométricas, presiones por encima de la presión atmosférica ( Pa, que depende de la altitud). La ley de los gases ideales se puede aplicar para ambos casos, y la cantidad de aire en cada caso es:
{\displaystyle (P_{c}+P_{a})V_{t}=NkT\qquad {\text{Caso 1}}}
{\displaystyle (P+P_{a})(V_{t}-V)=NkT\qquad \mathrm {Caso2} }
donde N es el número de moléculas de gas (igual en ambos casos), k es la constante de Boltzmann y T es la temperatura en Kelvin. Suponiendo que la temperatura es igual en ambos casos, las ecuaciones anteriores se pueden resolver para la relación presión/volumen de agua en el depósito:
{\displaystyle V(P)=V_{t}{\frac {P-P_{c}}{P+P_{a}}}}
{\displaystyle P(V)={\frac {P_{a}V+P_{c}V_{t}}{V_{t}-V}}}
Los tanques se especifican generalmente por su volumen total V t y la "reducción" ( Δ V ), que es la cantidad de agua que expulsará el depósito cuando la presión del depósito va de P hi a P lo, que se establece mediante el presostato diferencial: El volumen submunistrable se expresa fàcilmente en presiones absolutas:
{\displaystyle \Delta V=V_{t}P_{c}\left({\frac {1}{P_{lo}}}-{\frac {1}{P_{hi}}}\right)}</ref>
{\displaystyle \Delta V=V(P_{hi})-V(P_{lo})=V_{t}{\frac {(P_{a}+P_{c})(P_{hi}-P_{lo})}{(P_{hi}+P_{a})(P_{lo}+P_{a})}}}
Así se puede ver la acción de la presión de carga: cuanto mayor sea la presión de carga, mayor será el volumen suministrable. Sin embargo, una presión de carga por encima de P lo no permitirá que la bomba se encienda cuando la presión del agua esté por debajo de P lo, por lo que se mantiene un poco por debajo de P lo . Otro parámetro importante es el factor de disposición ( f Δ V ), que es la relación entre el volumen suministrable y el volumen total del depósito:
{\displaystyle f_{\Delta V}={\frac {(P_{a}+P_{c})(P_{hi}-P_{lo})}{(P_{hi}+P_{a})(P_{lo}+P_{a})}}}
Este factor es independiente del tamaño del depósito, por lo que se puede calcular la relación del volumen suministrable  para cualquier depósito, teniendo en cuenta su volumen total, la presión atmosférica, la presión de carga y las presiones límite establecidas por el presostato .        